# Платонов, Леонид Васильевич
Леони́д Васи́льевич Плато́нов (1921—1992) — советский актёр.

## Биография

Мемориальная табличка в колумбарии Ваганьковского кладбища

Леонид Платонов родился в 1921 году.
Служил в Московском драматическом театре на Малой Бронной.
В спектакле «Чудесный сплав» по пьесе Владимира Киршона, поставленном Иваном Соловьёвым, не только играл главную роль — Гошу, но и оформил его «на общественных началах». Соловьёв вспоминал, что «оформление получилось скупое по количеству деталей, но удобное для игры и зрительски приятное».
Умер в 1992 году. Урна с прахом находится в 28-й секции колумбария Ваганьковского кладбища.

## Фильмография
| Год  |     | Название                                                            | Роль                         |
| ---- | --- | ------------------------------------------------------------------- | ---------------------------- |
| 1963 | тсп | Не отдавай королеву (фильм-спектакль)                               | Имя персонажа не указано     |
| 1966 | кор | В ритмах джаза                                                      | Имя персонажа не указано     |
| 1966 | тсп | Кола Брюньон (фильм-спектакль)                                      | посетитель трактира          |
| 1967 | тсп | Мы — мужчины (фильм-спектакль)                                      | Джо                          |
| 1968 | тсп | Актриса (фильм-спектакль)                                           | музыкант                     |
| 1968 | ф   | …И снова май!                                                       | Фёдоров                      |
| 1968 | ф   | Это было в разведке                                                 | Самсонов                     |
| 1969 | ф   | Комендант Лаутербурга                                               | эпизод                       |
| 1970 | тсп | Борис Годунов. Сцены из трагедии (фильм-спектакль)                  | игумен                       |
| 1971 | тф  | Следствие ведут ЗнаТоКи. Повинную голову…                           | Пётр Васильевич Федотов      |
| 1971 | тф  | Следствие ведут ЗнаТоКи. Ваше подлинное имя                         | Пётр Васильевич Федотов      |
| 1971 | тсп | Собака Баскервилей (фильм-спектакль)                                | начальник почтовой конторы   |
| 1972 | тсп | Моби Дик (фильм-спектакль)                                          | кок                          |
| 1972 | тсп | Платон Кречет (фильм-спектакль)                                     | Вася, шофёр                  |
| 1973 | тсп | Всего несколько слов в честь господина де Мольера (фильм-спектакль) | Имя персонажа не указано     |
| 1973 | ф   | Райские яблочки                                                     | эпизод                       |
| 1973 | ф   | Совсем пропащий                                                     | владелец бойцовского петуха  |
| 1974 | ф   | Иллюзорный факт (2-я серия)                                         | нет в титрах                 |
| 1974 | тсп | Вот такие истории (фильм-спектакль)                                 | мужчина в очереди в магазине |
| 1974 | ф   | Последняя встреча                                                   | эпизод                       |
| 1975 | тсп | Возвращение (фильм-спектакль)                                       | Тихон, слуга Вязовнина       |
| 1975 | тсп | Светлые ожидания (фильм-спектакль)                                  | Имя персонажа не указано     |
| 1975 | тсп | Шагреневая кожа (фильм-спектакль)                                   | эпизод (нет в титрах)        |
| 1977 | тсп | Любовь Яровая (фильм-спектакль)                                     | 2-й конвойный                |
| 1977 | тсп | Рассказ от первого лица (фильм-спектакль)                           | дядя Саша                    |
| 1978 | тсп | Вечер воспоминаний (фильм-спектакль)                                | Коротеев                     |
| 1978 | тсп | Стойкий туман (фильм-спектакль)                                     | эпизод                       |
| 1983 | тсп | Отпуск по ранению (фильм-спектакль)                                 | старший лейтенант            |